# Modern Moral Philosophy
Modern Moral Philosophy (« La Philosophie morale moderne ») est un article de philosophie morale et d'éthique de G. E. M. Anscombe, publié dans la revue Philosophy, vol. 33, no 124 en janvier 1958. Il a été traduit en français par Geneviève Ginvert et Patrick Ducray dans la revue philosophique Klesis (n°9, 2008).
Cet article a joué un rôle important dans l'émergence de l'éthique de la vertu contemporaine,, en particulier dans le travail d'Alasdair MacIntyre. Il est à noter que le terme « conséquentialisme » a été défini pour la première fois dans cet article.

## Thèses
L'auteur présente trois thèses :
1. « Il ne nous est actuellement pas profitable de faire de la philosophie morale laquelle devrait être mise de côté, en tout cas jusqu'à ce que nous disposions d'une philosophie adéquate de la psychologie dont nous manquons manifestement. »
2. « Les concepts d'obligation et de devoirs - c'est-à-dire d'obligation morale et de devoir moral - et de ce qui est moralement bien et mal, et du sens moral de « devrait », devraient être abandonnés si cela est psychologiquement possible ; parce qu'ils sont des survivances ou des dérivés de survivances d'une conception antérieure de l'éthique qui ne survit généralement plus et qui sont néfastes sans elle. »
3. « Les différences entre les écrivains anglais bien connus en philosophie morale de Sidgwick à nos jours sont peu importantes. »

## Critiques
John Wardle a fait valoir qu'Anscombe avait déformé la compréhension qu'avait Henry Sidgwick de la notion d'humilité quand elle conclut que c'est « une espèce de mensonge ».

## Source de la traduction
- (en) Cet article est partiellement ou en totalité issu de l’article de Wikipédia en anglais intitulé « Modern Moral Philosophy » (voir la liste des auteurs).